# Tillandsia pruinosa
Tillandsia pruinosa är en gräsväxtart som beskrevs av Olof Swartz. Tillandsia pruinosa ingår i släktet Tillandsia och familjen Bromeliaceae. Inga underarter finns listade i Catalogue of Life.